# 土支田
土支田（どしだ）は、東京都練馬区の町名。現行行政地名は土支田一丁目から土支田四丁目。住居表示実施済み区域である。

## 地理
練馬区北部に位置する。町域の東部は笹目通りを境に練馬区旭町および高松に、南部は谷原および三原台に、西部は大泉町に、北部は埼玉県和光市（南及び白子）に接している。
町域内は笹目通りと土支田通り沿いに商店が見られるが、概ね住宅地や農地が占める。かつては田柄川の源流があった。
都営地下鉄大江戸線光が丘駅が利用可能なものの、当町から西方地域は鉄道空白地帯となっており、都市計画道路補助230号線の地下に大江戸線「土支田駅（仮称）」の建設が予定されている。

## 歴史

### 地名の由来
次の二説がある。
- かつてこの地に土師器を造る集団がいたことから、「土師田」が転じたもの。
- 仏田・神田を意味する「斎田」（ときた）か「粢田」（しときた）が転じたもの。

### 沿革
- 江戸時代は武蔵国新座郡土支田村で、上組、下組に分かれていた。うち、現在の土支田となるのは下組の方である。
- 1869年（明治2年） - 上組が上土支田村、下組が下土支田村と区別されるようになる。[6]
- 1889年（明治22年） - 上土支田村が東京府北豊島郡石神井村上土支田に、下土支田村が東京府北豊島郡上練馬村下土支田となる[6]。
- 1891年（明治24年） - 石神井村上土支田が埼玉県新座郡榑橋村と合併し、東京府北豊島郡大泉村上土支田となる[6]。
- 1932年（昭和7年） - 大泉村上土支田が東京府東京市板橋区東大泉町に、上練馬村下土支田が板橋区練馬土支田町となる[6]。
- 1947年（昭和22年） - 板橋区から練馬区が分区し、板橋区東大泉町が練馬区東大泉町に、板橋区練馬土支田町が練馬区土支田町となる[6]。
- 1975年（昭和50年） - 住居表示の実施により、土支田町の大部分が土支田一丁目から同四丁目となる[6]。

## 世帯数と人口
2025年（令和7年）4月1日現在（練馬区発表）の世帯数と人口は以下の通りである。
| 丁目         | 世帯数    | 人口     |
| ------------ | --------- | -------- |
| 土支田一丁目 | 1,673世帯 | 3,592人  |
| 土支田二丁目 | 1,512世帯 | 3,292人  |
| 土支田三丁目 | 1,875世帯 | 4,275人  |
| 土支田四丁目 | 1,504世帯 | 3,364人  |
| 計           | 6,564世帯 | 14,523人 |

### 人口の変遷
国勢調査による人口の推移。
| 年                 | 人口   |
| ------------------ | ------ |
| 1995年（平成7年）  | 10,004 |
| 2000年（平成12年） | 10,696 |
| 2005年（平成17年） | 11,852 |
| 2010年（平成22年） | 12,403 |
| 2015年（平成27年） | 13,067 |
| 2020年（令和2年）  | 13,869 |

### 世帯数の変遷
国勢調査による世帯数の推移。
| 年                 | 世帯数 |
| ------------------ | ------ |
| 1995年（平成7年）  | 3,538  |
| 2000年（平成12年） | 3,962  |
| 2005年（平成17年） | 4,473  |
| 2010年（平成22年） | 4,794  |
| 2015年（平成27年） | 5,133  |
| 2020年（令和2年）  | 5,646  |

## 学区
区立小・中学校に通う場合、学区は以下の通りとなる（2022年7月現在）。
| 丁目         | 街区     | 小学校             | 中学校               |
| ------------ | -------- | ------------------ | -------------------- |
| 土支田一丁目 | 7〜37番  | 練馬区立豊渓小学校 | 練馬区立八坂中学校   |
| 土支田一丁目 | 1〜36番  | 練馬区立豊渓小学校 | 練馬区立谷原中学校   |
| 土支田二丁目 | 12〜22番 | 練馬区立豊渓小学校 | 練馬区立谷原中学校   |
| 土支田二丁目 | 23〜42番 | 練馬区立豊渓小学校 | 練馬区立八坂中学校   |
| 土支田二丁目 | 1〜11番  | 練馬区立北原小学校 | 練馬区立谷原中学校   |
| 土支田三丁目 | 1〜5番   | 練馬区立北原小学校 | 練馬区立谷原中学校   |
| 土支田三丁目 | 6〜24番  | 練馬区立橋戸小学校 | 練馬区立三原台中学校 |
| 土支田三丁目 | 25〜34番 | 練馬区立橋戸小学校 | 練馬区立八坂中学校   |
| 土支田三丁目 | 35〜47番 | 練馬区立豊渓小学校 | 練馬区立谷原中学校   |
| 土支田四丁目 | 全域     | 練馬区立八坂小学校 | 練馬区立八坂中学校   |

## 交通
町域内に鉄道はないが、都営地下鉄大江戸線光が丘駅が利用可能な範囲にある。大江戸線の大泉学園町への延伸事業が進んでおり、土支田二丁目に新駅が建設予定である。
この他、土支田通りを通り、西武池袋線石神井公園駅と東武東上線成増駅（東京メトロ有楽町線地下鉄成増駅が近傍）を結ぶバスを国際興業バス、西武バスが運行している。また、西武バスは西武新宿線上石神井駅や武蔵野市にある吉祥寺駅へ向かうバスも運行している。
町域の東端が笹目通りに接している他、西端から北部にかけて土支田通りが走っている。

## 事業所
2021年（令和3年）現在の経済センサス調査による事業所数と従業員数は以下の通りである。
| 丁目         | 事業所数  | 従業員数 |
| ------------ | --------- | -------- |
| 土支田一丁目 | 108事業所 | 798人    |
| 土支田二丁目 | 97事業所  | 1,203人  |
| 土支田三丁目 | 107事業所 | 803人    |
| 土支田四丁目 | 113事業所 | 689人    |
| 計           | 425事業所 | 3,493人  |

### 事業者数の変遷
経済センサスによる事業所数の推移。
| 年                 | 事業者数 |
| ------------------ | -------- |
| 2016年（平成28年） | 405      |
| 2021年（令和3年）  | 425      |

### 従業員数の変遷
経済センサスによる従業員数の推移。
| 年                 | 従業員数 |
| ------------------ | -------- |
| 2016年（平成28年） | 2,789    |
| 2021年（令和3年）  | 3,493    |

## 施設
- 練馬区第五出張所
- 練馬区立土支田庭球場
- 土支田八幡宮
- 稲荷山憩いの森
- 土支田農業公園

## その他

### 日本郵便
- 郵便番号 : 179-0076[3]（集配局 : 光が丘郵便局[16]）。